# Liste der FFH-Gebiete in der Stadt Schwabach
Die Liste der FFH-Gebiete in der Stadt Schwabach zeigt die FFH-Gebiete der mittelfränkischen Stadt Schwabach in Bayern.
Teilweise überschneiden sie sich mit bestehenden Natur-, Landschaftsschutz- und EU-Vogelschutzgebieten.
Im Stadtgebiet befindet sich insgesamt ein und zum Teil mit anderen Landkreisen überlappendes FFH-Gebiet.
| Rednitztal in Nürnberg          |  | 6632-371 WDPA: 555521644 | Nürnberg, Schwabach |  | ⊙ | 337,76 |  |
| Legende für Fauna-Flora-Habitat |  |                          |                     |  |   |        |  |